# Canadian Television Fund
«Canadian Television Fund» (фр. Fonds canadien de télévision; рус. Канадский телевизионный фонд), сокращённо CTF (фр. FCT) — канадское производство и трансляция канадских телевизионных программ. Некоммерческая корпорация, работающая как государственно-частное партнёрство, CTF финансировалось за счёт взносов правительства Канады через «Департамент канадского наследия» и «канадской кабельной и спутниковой отраслей».
CTF разработал и внедрил политику предоставления финансовых взносов канадским производителям через определённые потоки финансирования программ. Администрирование файлов программ было поручено Телевизионному бизнес-подразделению «Telefilm Canada».
1 апреля 2010 года Canadian Television Fund объединился с Canada New Media Fund и образовал Canada Media Fund.

## История
В 1994 году Канадская комиссия по радио, телевидению и телекоммуникациям (CRTC) предложила создать инициативу по финансированию, которая была бы сосредоточена на содействии производству и трансляции высококачественных канадских телевизионных программ в недостаточно представленных категориях в периоды пикового просмотра. Её доходы должны были поступать из взносов предприятий по распространению вещания (то есть кабельных и спутниковых провайдеров прямого вещания) в размере определённого процента от их доходов. Ниже приводится краткая история Канадского телевизионного фонда (CTF):
В 1995 году CRTC основал Cable Production Fund (CPF). Его целью было содействие производству и трансляции высококачественных канадских телевизионных программ в недостаточно представленных категориях в периоды пиковой нагрузки.
В 1996 году Департамент канадского наследия пригласил CPF присоединиться к нему в рамках переосмысленного государственно-частного партнерства совместно с Telefilm Canada’s Broadcast Development Production Fund. В результате CPF был переименован в Canada Television and Cable Production Fund (CTCPF). Изменения в нормативно-правовой базе были внесены в 1997 и 1998 годах соответственно, и в результате CTCPF был снова переименован в Canadian Television Fund (CTF).
В 2005 году начался переход и установились новые отношения с Telefilm Canada. Telefilm Canada становится ответственной за администрирование файлов CTF, в то время как CTF продолжает руководить разработкой стратегической политики и руководящих принципов программы, проводить исследования и отчитываться об аудитории и результатах финансирования.
CTF получает финансирование из двух основных источников: Департамента канадского наследия и предприятий по распространению вещания (BDU). Кроме того, CTF получает доход от возмещения инвестиций в производство, сделанных через его Программу инвестиций в акционерный капитал. В соответствии с лицензионными соглашениями с Канадской комиссией по радио, телевидению и телекоммуникациям, BDU обязаны вносить до 5 % своего валового дохода от вещания в канадские программы, а от 1,5 % до 5 % должны быть внесены в фонды производства. Из общей суммы взносов в фонды производства не менее 80 % должны быть направлены в CTF.
Способствуя росту телевизионного производства в Канаде посредством финансовых инвестиций и отраслевых исследований, CTF поддерживает развитие канадских талантов, программ и зрителей. С 1995 года CTF внес вклад в создание более 25 000 часов канадских программ и вложил более 2,5 млрд долларов в отрасль, что привело к производству канадских программ на сумму более 8 млрд долларов. Поддерживаемые CTF продукты создали тысячи рабочих мест в канадском телевизионном секторе.
20 декабря 2006 года Джим Шоу, генеральный директор Shaw Communications Inc., сообщил Канадскому телевизионному фонду, что он будет изымать из фонда около 56 миллионов долларов в год. 1 Позднее за этим шагом последовала компания Vidéotron (дочерняя компания Quebecor Inc.), которая объявила о своих планах изъять свои взносы 23 января 2007 года.

## Обязанности
Департамент канадского наследия определяет цели CTF в рамках Соглашения о взносах. Основная цель CTF — поддержка создания и трансляции в часы пик высококачественных канадских телевизионных программ на обоих официальных языках в жанрах драмы, детского и юношеского кино, документального кино, эстрадного и исполнительского искусства, а также формирование аудитории для этих программ.
CTF предоставляет финансирование для разработки, производства и трансляции канадских программ на французском, английском и языках аборигенов в следующих жанрах: драма, сериалы, документальные фильмы, эстрадное и исполнительское искусство. CTF предоставляет четыре типа взносов в проекты: возвратные авансы (разработка); гранты (версирование); надбавки к лицензионным сборам (производство); и инвестиции в акционерный капитал (производство).
CTF осуществляет финансовые взносы по пяти направлениям: поддержка вещательных компаний, развитие, франкоязычные проекты за пределами Квебека, проекты на языках коренных народов и помощь в разработке версий.
Приемлемые проекты должны соответствовать следующим четырём основным требованиям (4ER), прежде чем они могут быть представлены на рассмотрение в рамках любого потока финансирования (за исключением документальных фильмов 2ER):
- Проект обращается к канадцам и отражает канадские темы и сюжеты.
- Проект будет сертифицирован Канадским бюро сертификации аудиовизуальных материалов (CAVCO) и наберет 10/10 баллов (или максимальное количество баллов, соответствующее проекту), как определено CTF с использованием шкалы CAVCO.
- Базовые права принадлежат канадцам и в значительной степени и осмысленно развиты ими.
- Съёмки проекта в основном происходят в Канаде.
- Уровень вклада CTF в производство варьируется в зависимости от жанра, языка и потока финансирования, через который получен вклад. Каждый поток финансирования может предоставлять смесь лицензионных сборов и инвестиций в акционерный капитал в соответствии с установленной формулой.

Некоторые взносы могут принимать формы, отличные от акционерного капитала или пополнения лицензионного сбора, например, гранты или авансы.